# Charles Boycott

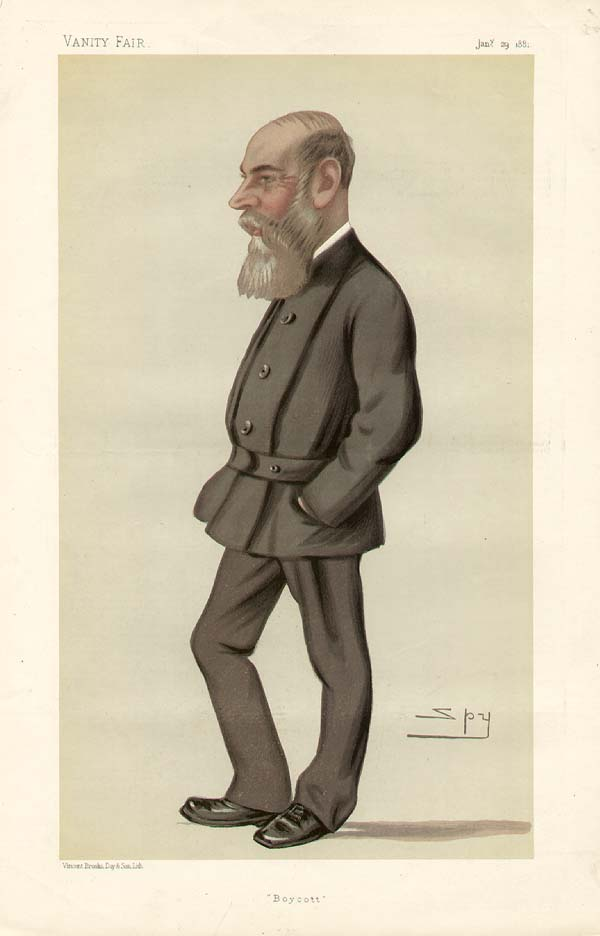
Karykatura Charlesa Boycotta

Charles Cunningham Boycott (ur. 12 marca 1832 w Norfolk, zm. 19 czerwca 1897 w Flixton) – brytyjski wojskowy i zarządca hrabstwa Mayo w zachodniej Irlandii.
Był kapitanem w brytyjskim 39. Regimencie Piechoty. Po przejściu w stan spoczynku w 1873 przyjął posadę ekonoma w majątku lorda Erne, w irlandzkim hrabstwie Mayo. Zarządzał twardą ręką, czym naraził się lokalnej społeczności. Zbyt wysoki czynsz i liczne eksmisje spowodowały, że w 1880 doszło do protestów okolicznych mieszkańców. Postanowili ignorować Boycotta. Lokalni przedsiębiorcy zaczęli mu odmawiać świadczenia usług oraz sprzedaży produktów. Boycott nie był też w stanie uzyskać pracowników do zbioru plonów.
Dziennikarze relacjonowali przebieg tego konfliktu. W ten sposób, od nazwiska Charlesa Boycotta, powstało określenie bojkot, oznaczające zerwanie kontaktów handlowych lub towarzyskich.